# Agave spicata
Pour les articles homonymes, voir Agave et Spicata.
Espèce
Synonymes
- Agave brachystachys var. strictior Jacobi & C.D. Bouché[3]
- Agave brachystachys Cav.[3]
- Agave cohniana Jacobi[1]
- Agave hookeri K.Koch[1]
- Agave humilis M. Roem.[3]
- Agave langlassei Andr.[3]
- Agave oliveriana (Rose) A. Berger[3]
- Agave polianthoides M. Roem.[3]
- Agave polyanthoides Cham. & Schltdl.[3]
- Agave saponaria Lindl.[3]
- Agave scabra Ortega[3]
- Agave sessiliflora Hemsl.[3]
- Agave yuccifolia DC.[1]
- Manfreda scabra (Ortega) McVaugh (préféré par BioLib)[3]

Agave spicata est une espèce de plantes du genre Agave.